# 6508 Rolčík
6508 Rolčík è un asteroide della fascia principale. Scoperto nel 1982, presenta un'orbita caratterizzata da un semiasse maggiore pari a 2,7002378 UA e da un'eccentricità di 0,2118271, inclinata di 6,19132° rispetto all'eclittica.